# Michael Grätzel

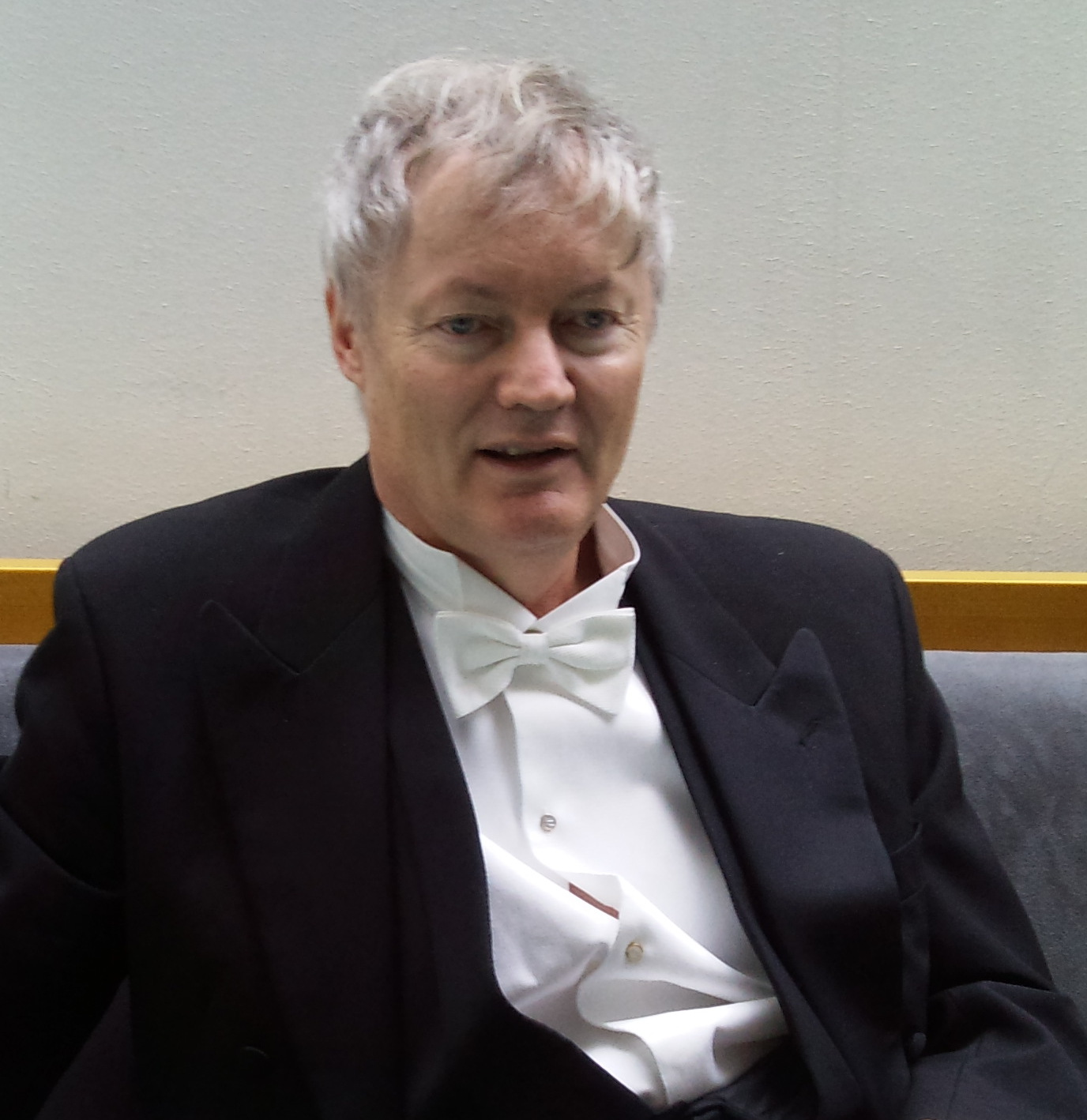
Michael Grätzel (2010)

Michael Grätzel (* 11. Mai 1944 in Dorfchemnitz, Sachsen) ist ein Schweizer Chemiker deutscher Abstammung. Er ist Professor an der École Polytechnique Fédérale in Lausanne und wurde von Scientific American zu einem der 50 führenden Wissenschaftler der Welt gekürt. Von Thomson Reuters wird er in vier Kategorien (Chemie, Physik, Ingenieurwesen und Materialwissenschaften) als Highly Cited Researcher  geführt.

## Leben
Grätzel studierte Chemie an der Freien Universität Berlin mit Diplomabschluss im Jahr 1968. Von 1969 bis 1972 war er Wissenschaftlicher Mitarbeiter am Hahn‐Meitner‐Institut. 1971 wurde er bei Arnim Henglein mit der Arbeit Pulsradiolytische Untersuchung kurzlebiger Stickstoff-Sauerstoffverbindungen in wässriger Lösung in Physikalischer Chemie an der Technischen Universität Berlin promoviert. Ab 1972 bis 1974 finanzierte die Petroleum Research Foundation der American Chemical Society ein Postdoctoral Fellowship bei J. Kerry Thomas an der University of Notre Dame in den USA. Anschließend war er bis 1976 erneut Wissenschaftlicher Mitarbeiter am Berliner Hahn-Meitner‐Institut. Außerdem war er von 1975 bis zu seiner Habilitation im Jahr 1976 Dozent für Photochemie und Physikalische Chemie an der FU Berlin. Ab 1977 bis 1981 hatte er eine Stelle als Associated Professor für Physikalische Chemie an der École Polytechnique Fédérale in Lausanne inne. 1981 wurde er als Professor und Direktor des Laboratory of Photonics and Interfaces an der EPFL berufen.

## Werk
Michael Grätzel hat einen neuen Typ von Solarzellen, die sogenannten Grätzel-Zelle, maßgeblich mitentwickelt. Es wird behauptet, dass solche Zellen preiswerter herzustellen sind als herkömmliche Solarzellen auf Siliciumbasis und dass sie insbesondere bei schwachem Licht besser arbeiten. Solche Zellen werden inzwischen in geringer Stückzahl kommerziell gefertigt. Die Wirkungsgrade kommerzieller Module liegen deutlich unter denen von Solarzellen auf Siliciumbasis. Michael Grätzel erhielt für seine Forschungen und für seinen Beitrag zur Energiegewinnung aus (Sonnen-)Licht eine Vielzahl an Ehrungen und Preisen und gilt seit Jahren als Kandidat für einen Chemienobelpreis.
Grätzel ist Autor und Mitautor von über 1100 Publikationen, zwei Büchern und Inhaber von mehr als 50 Patenten. Seine Arbeiten wurden nach Google Scholar bereits über 500.000 Mal zitiert, sein h-Index beträgt 311 (Stand: März 2025).

## Auszeichnungen (Auswahl)
- 1998 – McKinsey Venture award
- 2000 – European Grand Prix for Innovation (Monaco)
- 2001 – Faraday-Medaille der Royal Society of Chemistry
- 2001 – Havinga-Medaille der Havinga Fund Foundation, verliehen an der Universität Leiden
- 2002 – IBC International Award in Supramolecular Science and Technology
- 2002 – McKinsey Venture award
- 2004 – ENI Italgas Prize in Science and Environment
- 2005 – Heinz Gerischer Award der Europäischen Sektion der Electrochemical Society
- 2006 – World Technology Award in Materials (San Francisco, USA)
- 2007 – Preis der Japan Society of Coordination Chemistry
- 2008 – Harvey-Preis (Harvey Prize for Science and Technology) des Technion in Haifa
- 2009 – Balzan-Preis Balzan Price for the Science of New Materials[8]
- 2009 – Luigi-Galvani-Medaille der Italienischen Chemischen Gesellschaft (Società Chimica Italiana)
- 2010 – Millennium Technology Prize der Technology Academy Finland[5]
- 2011 – Gutenberg Research Award des Gutenberg Forschungskollegs der Johannes Gutenberg-Universität Mainz[9]
- 2011 – Paul-Karrer-Medaille in Gold der Universität Zürich[10]
- 2011 – Wilhelm-Exner-Medaille des Österreichischen Gewerbevereins in Wien[11]
- 2012 – Albert Einstein World Award of Science 2012 des World Cultural Council (Consejo Cultural Mundial), Mexiko[12]
- 2012 – Swisselectric Research Award[13]
- 2013 – Marcel-Benoist-Preis[14]
- 2014 – Mitglied der Leopoldina[15]
- 2015 – König-Faisal-Preis für Wissenschaft
- 2016 – Centenary Prize der Royal Society of Chemistry
- 2017 – Global Energy Prize
- 2018 – August-Wilhelm-von-Hofmann-Denkmünze der Gesellschaft Deutscher Chemiker
- 2018 – Theodor-Förster-Gedächtnisvorlesung
- 2020 – BBVA Foundation Frontiers of Knowledge Award
- 2022 – Auswärtiges Mitglied der Royal Society
- 2025 – Pour le Mérite